# Kartal Özmızrak
Kartal Özmızrak (Istanbul, 29 agosto 1995) è un cestista turco.

## Carriera
Con la Turchia ha disputato i Campionati europei del 2015.

## Palmarès
- Campionato turco: 1

Beşiktaş: 2011-12
- Coppa di Turchia: 1

Beşiktaş: 2011-12
- Coppa del Presidente: 1

Beşiktaş: 2012
- EuroChallenge: 1

Beşiktaş: 2011-12
- Eurocup: 1

Darüşşafaka: 2017-18
- FIBA Europe Cup: 1

Bahçeşehir: 2021-22